# Червьонка-Лещини (гміна)
Гміна Червйонка-Лещини (пол. Gmina Czerwionka-Leszczyny) — місько-сільська гміна у південній Польщі. Належить до Рибницького повіту Сілезького воєводства.
Станом на 31 грудня 2011 у гміні проживало 41981 особа.

## Територія
Згідно з даними за 2007 рік площа гміни становила 115.65 км², у тому числі:
- орні землі: 48.00%
- ліси: 41.00%

Таким чином, площа гміни становить 51.48% площі повіту.

## Населення
Станом на 31 грудня 2011:
| Опис     | Загалом | Загалом | Чоловіки | Чоловіки | Жінки | Жінки |
| -------- | ------- | ------- | -------- | -------- | ----- | ----- |
| одиниця  | осіб    | %       | осіб     | %        | осіб  | %     |
| все      | 41981   | 100     | 20672    | 49.24    | 21309 | 50.76 |
| міське   | 28569   | 100     | 14055    | 49.20    | 14514 | 50.80 |
| сільське | 13412   | 100     | 6617     | 49.34    | 6795  | 50.66 |

## Сусідні гміни
Гміна Червйонка-Лещини межує з такими гмінами: Кнурув, Ожеше, Орнонтовіце, Пільховіце.